# Церковь Святого Николая (Гамбург)
Церковь Святого Николая (нем. ehemalige Hauptkirche St. Nikolai — «бывшая главная церковь Святого Николая», также нем. Mahnmal St. Nikolai — «Мемориал Святого Николая») — неоготическая церковь, одна из пяти лютеранских церквей города Гамбурга. Второе по высоте здание Гамбурга. Мемориал, посвящённый жертвам войны и произвола в 1939—1945 годах.

## История
В XI веке начата стройка деревянной церкви Святого Николая. Строительство каменной церкви начато в 1335 году. Сгорела во время так называемого Большого пожара 5 мая 1842 года.
Неоготическая церковь на её месте завершена в 1874 году английским архитектором Джорджем Гильбертом Скоттом. Являлась самым высоким зданием в мире с 1874 по 1876 год.
После разрушительных бомбардировок Гамбурга («Операции Гоморра») в конце июля 1943 года, от церкви осталась только башня (147 м).
В 1951 году произошло дальнейшее разрушение церкви, а реставрационные работы предприняты в 1990 году. За реставрацию церкви отвечает фонд «Спасение церкви святого Николая».
В настоящее время церковь находится в руинах и известна как мемориал жертвам Второй мировой войны. В павильоне недалеко от башни находится небольшой музей с собранием документов, описывающих историю церкви. В подвале находится музей вина. Руины башни сохранены в память о событиях Второй мировой войны.
1 сентября 2005 года был запущен лифт, поднимающий посетителей на самый верх церкви, на платформу под шпилем, с которой открывается вид на город Гамбург.